# Thorvald Jørgensen
 Der er flere personer med dette navn, se Thorvald Jørgensen (officer).
Thorvald Jørgensen (27. juni 1867 i Norsminde ved Aarhus – 15. maj 1946 i Charlottenlund) var en dansk arkitekt og kongelig bygningsinspektør, der har tegnet det nuværende Christiansborg. Han har desuden bygget et antal kirker og offentlige bygninger.
Han var halvbror til Waldemar Jørgensen, som var medhjælp for Thorvald Jørgensen i en årrække.

## Uddannelse
Han var søn af købmand Rolf Hans Valdemar Jørgensen og Anna Birgitte Laura Treschow. Han blev uddannet tømrersvend i Aarhus 1885, blev dimitteret fra Det tekniske Selskabs Skole i København 1885 og optaget på Kunstakademiets Arkitektskole januar 1885. Han tog afgang maj 1889 og vandt den store guldmedalje 1893 (for Kirke med Præstebolig) og var konduktør hos Hans J. Holm ved opførelsen af Overformynderiet i Stormgade 1892-93.

## Karriere
Jørgensen var Kongelig bygningsinspektør 1911-38, medlem af Censurkomiteen ved Charlottenborg 1898-99, 1900-13, assistent ved Akademiets Arkitektskole 1899-1906, medlem af Pensions- og Understøttelsesforeningen for bildende Kunstnere og deres Efterladte, formand for Komiteen til Præmiering af nyopførte Bygninger i Gentofte Kommune fra 1912, formand for Foreningen til Hovedstadens Forskønnelse 1912-19.
Thorvald Jørgensen var på Akademiet elev af Hans J. Holm og Martin Nyrop samt af Ferdinand Meldahl og Albert Jensen. Han følte sig nær knyttet til de første, og hans ungdomsarbejder bærer præg heraf. I hans senere arbejder kom han imidlertid til at videreføre Meldahls konventionelle eklekticistiske linje. De frie stilretninger, der prægede 1890'erne ude i Europa, og som også mærkedes i Danmark, blev først i 1900-tallet afløst af en ny stilefterligningsepoke: Nybarokken. Jørgensens hovedværk, Christiansborg, er ligesom andre samtidige huse her hjemme bygget i denne tunge stil, der yderligere på Christiansborg forgrovedes ved det uheldige materialevalg: Granit anvendt til profiler og enkeltformer, der var beregnet på sandsten. At slottet endte som et værk, der hverken fik officiel applaus eller havde folkelig appel, var dog ikke Jørgensens skyld alene. Den lange opførelsesperiode (1906-28) og de mange politiske kompromiser, der påvirkede hans arbejde, gjorde ikke slottet til en lettere opgave. Efter færdiggørelsen af bygningen blev taget sågar omlagt fra tegl til kobber. Det er svært at genkende den stående slotsbygning fra arkitektens vinderprojekt anno 1905, hvor bl.a. de buede siderisalitter mod slotspladsen ikke er at finde.
Slottets indre, særlig de kongelige repræsentationslokaler, er præget af arkitektens store evne til at skabe en gennemført pastiche. Østerbro Posthus på Trianglen er bygget i den nyklassicisme, der dengang (1921) rådede, men som ifølge hele Jørgensens udvikling måtte ligge ham fjernt og derfor også i hans hånd blev tør og upersonlig. Gentofte Rådhus byggede han i samme stil.
Han modtog stipendier fra Den Raben-Levetzauske Fond 1892 og Akademiets stipendium 1893-95. For bl.a. disse midler var han på rejser til Italien 1891, 1893-95 over Berlin, Dresden, Prag og Wien til Italien, som han gennemrejste fra nord til syd; 1898 Gotland; 1899 Frankrig, Italien; 1901 Grækenland og Lilleasien; 1903 Nordtyskland; 1907 England, Frankrig, Belgien og Holland; 1910 Frankrig, Spanien; 1914 England, Frankrig og Belgien. I perioden 1919-39 drog han så godt som hvert år til Italien og enkelte gange til Frankrig.
Han modtog Neuhausens Præmie 1891 (Et studenterkollegium), Årsmedaljen 1901 (Eckersberg Medaillen), Foreningen til Hovedstadens Forskønnelses medalje 1923. 1912 blev han Ridder af Dannebrog, 1918 Dannebrogsmand og 1932 Kommandør af 2. grad. Han modtog Fortjenstmedaljen af guld 1927.
Han udstillede på Charlottenborg Forårsudstilling 1891-1904 (10 gange med 14 værker), Verdensudstillingen i Paris 1900, Raadhusudstillingen 1901, Kunstnernes Efterårsudstilling 1904-05, Landsudstillingen i Århus 1909, Berlin 1910-11 og Forum 1929.

## Ægteskaber
Jørgensen blev gift første gang 6. maj 1893 på Frederiksberg med Ulrikka Christiane Laurine "Lolly" Hoffmeyer (2. februar 1873 i Liverpool – 31. marts 1935 i Hellerup), datter af købmand Peder Holger Hoffmeyer og Karen Emilie Olsen. Ægteskabet opløst. Gift anden gang 24. juni 1920 i København med Hertha Emilie Augusta Voss Wulff (13. august 1891 i København – 17. september 1946 i Charlotenlund), datter af fuldmægtig i Indenrigsministeriet, senere departementschef i Landbrugsministeriet Louis Emil August Wulff og Anna Catharina Frederikke Kiær.
Han er begravet i Saksild. Der findes portrætter af Jørgensen malet af Emil Östermann 1895 i familieeje. Buste af Carl Martin Hansen ca. 1930. Tegning af Gerda Ploug Sarp 1910.

## Værker
- Pavillon i Vennelystanlægget i Århus (1897, brændt 1908)
- Nathanaels Kirke i Holmbladsgade, København (1897-99)
- Skt Annæ Hus på Sankt Annæ Plads 16, København (1898)
- Brorsons Kirke i Rantzausgade, København (1898-1901, Årsmedaljen)
- Hellerup Kirke, Margrethevej, Hellerup (1899-1900)
- Grenens Badehotel, Skagen (1899-1900, udvidet 1910, delvist brændt 1938 og nedrevet)
- Lægeboligen i Dalbyover, Møgelvangsvej 2 (1902)
- Villaen Kochsvej 18, Frederiksberg (1900)
- Villa for maleren Peder Mønsted, Viggo Rothes Vej 31, Charlottenlund (1901)
- Villa, Viggo Rothes Vej 28, Charlottenlund (1916)
- Sankt Jakobs Kirkes menighedshus, Østerbrogade, Østerbro, København (1901-02)
- Brønshøj Præstegård (1902)
- Ombygning af Villa Dagminne, maleren Laurits Tuxens hus, Tuxens Allé 16, Skagen (1902, fredet)[1]
- Esajas Kirke, Malmøgade, København (1903-12)
- Sporvejsventesalen på Rådhuspladsen, København (1903, flyttet til Stokholmsvej 43 i Mørdrup pr. Espergærde 1948)[2]
- Ombygning af grev Mogens Frijs' palæ (Wedells Palæ), Ny Kongensgade 1, København (1903-04)
- Villa for læge Frederik Funch og familie, Rungstedvej 2, Hørsholm (1903)
- Danske Sygeplejerskers Rekreationshjem, Smidstrup ved Vedbæk (1904)
- Staldbygning til fabrikant Theodor Neuberts Villa Solhøj, Vedbæk Strandvej 420, Vedbæk (1904)[3]
- Skagens Apotek (1904)
- Frihavnskirken, Willemoesgade, København (1904-05)
- Sommervillaen Staus Bo til grosserer Cornelius Stau, Kastanie Alle 11, Humlebæk (omkr. 1905, nedrevet 1975)
- Præstebolig ved Vanløse Kirke (1905)
- Ejendommen Tvermoesgård, Rosengården 12-14, København (1905, sammen med Ole Boye)[4]
- Christiansborg Slot, Slotsholmen, København (1906-28)
- Beboelsesejendom, hjørnet af Værnedamsvej og Gammel Kongevej, Frederiksberg (1906)
- Beboelsesejendom, Trianglen 2-4, Østerbro, København (1906)
- Sommervillaen Egeborg for justitsminister P.A. Alberti, Bukkeballevej 6, Rungsted Kyst (1907)[5]
- Mariendal Kirke, Nitivej 17, Frederiksberg (1907-08)[6]
- Villa Guldmaj, Åkandevej 10, Skagen (1911)[1]
- Museet i Varde (1913-14)
- Villa, Wernersvej 15, Charlottenlund (1916)[7]
- Post- og Telegrafvæsenets værksteder og garageanlæg, Amager Fælledvej 40-44, Amagerbro (1919, nedrevet 2013)
- Det Kongelige Biblioteks Have (1920, sammen med Johannes Magdahl Nielsen, præmieret af Foreningen til Hovedstadens Forskønnelse 1923)
- Villa, Dalgas Boulevard 51, Frederiksberg (1920)[8]
- Østerbros Posthus, Øster Allé 1, Østerbro, København (1921-22, nu ENIGMA - Museum for post, tele og kommunikation)
- Restaurering af Christiansborg Slotskirke (1921 og 32, brændt 1992 og genopført)
- Ombygning af den gamle møntbygning i Holbergsgade 23 til postgirobygning (1923)
- Nyt spir på Korsør Kirke (1924)
- Ny ministerialbygning i Lerches Gård, Slotsholmsgade 10, København (1925-27)
- Ombygning af ministerialbygning i Slotsholmsgade 12, København (Schacks Gård) (1927 og 1932)
- Statsembedsmændenes Enkebolig, Amager Fælledvej 18-36, Amagerbro (1927-28, sammen med Peter Nielsen)
- Bygning for Tobaksbeskatningen, Frederiksholms Kanal (1931)
- Restaurering og forhøjelse af Holbæk Slots Ladegård, Holbæk (1934)
- Gentofte Rådhus, Bernstorffsvej 161, Charlottenlund (1934-36)
- Sidefløj til Gentofte Rådhus (1942-44, sammen med Kai Rasmussen)
- Postgirobygning i Vester Voldgade 123, København (1938)
- Gentofte Brandstation, Bernstorffsvej 159 (1938 sammen med Kai Rasmussen)
- Desuden villaer, landsteder og sommerhuse. Har tegnet møbler, kakkelovne, sporvognsmaster og lysmasterne i Vesterbros Passage